# Tarjeta de navegación

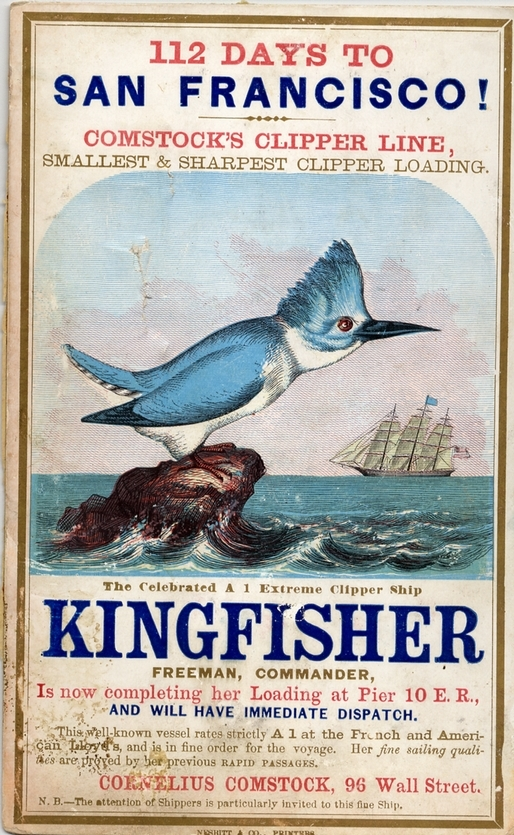
Una tarjeta de navegación para el clíper Kingfisher

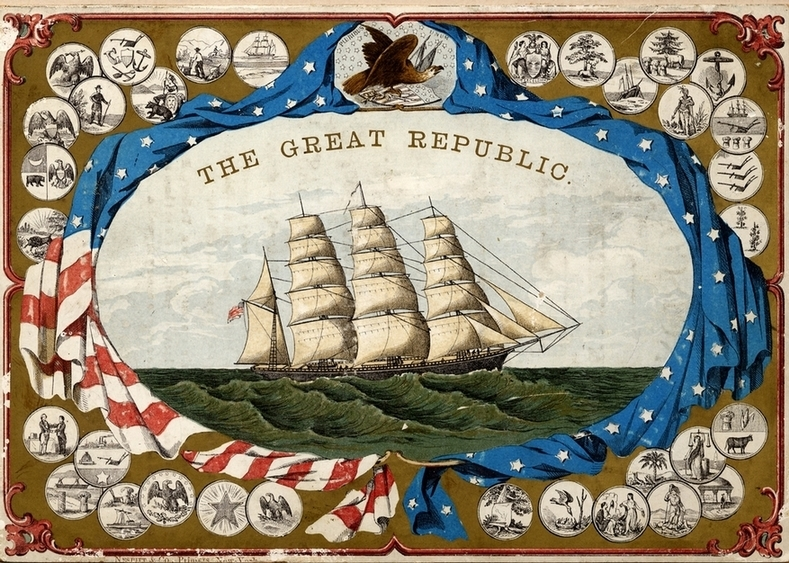
Tarjeta de navegación del clíper Gran República

Una tarjeta de navegación es un anuncio impreso que contiene información de un barco en concreto así como de sus fechas de navegación, especialmente los clíper. El puerto de Mystic, en Mystic, Connecticut tiene una colección de tarjetas de navegación. Este tipo de tarjetas fueron utilizadas desde mediados de los años 1850 en los Estados Unidos para promover navegaciones. A veces, incluían imágenes grabadas a varios colores y se mostraban en las ventanas de los negocios del área portuaria. 
Muchas tarjetas fueron impresas durante el tiempo de la Fiebre del oro de California para atraer viajeros y carga en las ciudades de Nueva York y Boston. Este soporte publicitario fue ampliamente utilizado hasta el los años 1880s y  ahora es considerado un objeto de colección.